# Johann Joseph von Baumgarten
Johann Joseph Graf von Baumgarten (* 9. November 1713 in München; † 1772) war Jurist und wirkte als Diplomat und Politiker des Kurfürstentums Bayern sowie von 1768 bis 1769 als Präsident der Bayerischen Akademie der Wissenschaften.

## Leben
Johann Joseph schloss 1730 das Jesuitengymnasium München (heute: Wilhelmsgymnasium München) ab und absolvierte anschließend am angeschlossenen Lyzeum das obligatorische zweijährige Grundstudium (= Philosophie). Ab 1734 folgte ein Studium der Rechtswissenschaften an der Universität Ingolstadt und trat dann in bayerische Dienste. Von Karl VII. wurde er in den Reichsgrafenstand erhoben. Er war Geheimer Rat und Geheimer Konferenzminister unter Kurfürst Maximilian III. Joseph. 1763 war er bayerischer Vertreter bei der Kaiserkrönung in Frankfurt. Nach dem Tod von Graf Johann Maximilian IV. Emanuel von Preysing 1764 wurden ihm die auswärtigen Angelegenheiten übertragen. Seit 1761 war er Ehrenmitglied, 1768 bis 1769 Präsident der Bayerischen Akademie der Wissenschaften.